# Higinio Morínigo
Higinio Nicolás Morínigo Martínez (Paraguarí, 20 de enero de 1897-Asunción, 27 de enero de 1983) fue un militar, político y dictador paraguayo, presidente de Paraguay desde el 7 de septiembre de 1940 hasta el 3 de junio de 1948, asumiendo el cargo tras el fallecimiento en un accidente de aviación del entonces presidente, José Félix Estigarribia nacionalista hasta democratizar levemente su régimen en 1946 con la apertura hacia disidentes políticos.
En 1947 enfrente una guerra civil junto al Partido Colorado, y contra una importante parte de las Fuerzas Armadas, apoyadas por civiles del Partido Liberal, del actual Partido Revolucionario Febrerista (en aquella época franquistas) y por una minoría del Partido liberal
Se inició en el ámbito castrense fuera de toda militancia política, siendo Morínigo un convencido de la necesidad de institucionalizar las Fuerzas Militares y separarlas de intromisión política en aquella época. Comenzó a tener notoriedad política al haber sido nombrado ministro del Interior por el entonces presidente, Félix Paiva, posteriormente durante el gobierno de José Félix Estigarribia fue designado ministro de Guerra y Marina, cargo que ejerció hasta el 7 de septiembre de 1940, cuando se produjo el fallecimiento del presidente Félix Estigarribia. En aquella jornada del 7 de septiembre de 1940 Morínigo fue ungido presidente de la República del Paraguay.
Apenas iniciado su gobierno, Morínigo decidió emprender una administración alejada de la política partidaria y amparado en los altos mandos militares institucionalistas, además de un grupo ultraconservador de derechas que se aglutinó en torno al periódico "El Tiempo". No obstante, siempre se mantuvo cerca al Partido Colorado, principalmente con los colorados guionistas, dirigidos por Juan Natalicio González. Esa aproximación colorada al final le sirvió bastante, ya que hacia finales de su mandato, decidió aliarse totalmente con los colorados, con quienes cogobernó desde enero de 1947. Finalmente, por desavenencias con sus aliados políticos, estos le solicitan su renuncia al cargo por supuestas sospechas de que Morínigo decidiría seguir en el cargo a pesar de la existencia de un presidente electo en 1948, dicha renuncia se hizo efectiva el 3 de junio de 1948, culminando así con la primera dictadura de tinte militar de Paraguay en el siglo XX.

## Biografía
Nació el 11 de enero de 1897 en Costa Pucú, compañía dependiente de la ciudad de Paraguarí. Sus padres fueron Juan Alberto Morínigo, nacido en 1858, y Pabla Martínez, originario de Misiones, el primero participó en la batalla de Acosta Ñu, durante la guerra de la Triple Alianza mientras que su madre era originaria de Villeta. Su abuelo paterno, José del Carmen Morínigo también había combatido en dicha guerra así como su abuelo materno, un sargento que había fallecido durante los sucesos de la batalla de Lomas Valentinas peleando en la misma. Es importante mencionar que tanto sus dos padres como su hermano Néstor, militaron en filas del Partido Liberal Radical Auténtico.
Vivió sus primeros años en su ciudad natal ayudando a sus padres en el cuidado del ganado vacuno y las ovejas de su madre. El pequeño Higinio alternaba sus labores domésticas con la educación particular que le impartía un profesor español de nombre "Don José". A los 8 años, en 1906 se estableció en Asunción, donde su padre se dedicaba al comercio junto con Miguel Vera, primo de su madre. Cursó sus estudios primarios en la Escuela Normal y brevemente en el Colegio Nacional, en donde hace hasta el tercer curso.
El 5 de abril de 1916 ingresa al segundo grupo de la Escuela Militar. La decisión de Morínigo de incursionar en la milicia se daba por tres razones: tradición familiar, convicción y vocación. Sus primeros instructores fueron los entonces tenientes primeros Carlos Fernández y Nicolás Delgado; y los tenientes segundos Daniel Duarte Sosa y Enrique Gómez de la Fuente. Morínigo egresó el 1 de marzo de 1919 con el grado de teniente segundo del ejército en el arma de infantería como número tres de su promoción, prestando  sus servicios en varias regiones militares del país. Más adelante cursó sus estudios en la Escuela Superior de Guerra.
Al estallar los enfrentamientos de la guerra civil de 1922-1923, Morínigo se encontraba prestando servicios en el destacamento militar de Paraguarí, en aquel entonces, Adolfo Chirife, jefe de la sublevación contra el gobierno de Eusebio Ayala, en Paraguarí y sus zonas aledañas gozaba de alta popularidad, por lo que los militares de la zona no tardaron en plegarse a la revolución, sin embargo, Morínigo, fiel a su mandato institucionalista, decidió no participar de la revolución, motivo por el cual fue apresado.
A pesar de las amenazas de tortura y muerte, Higinio siempre se mantuvo firme, por ello, fue privado de su libertad en un vagón de tren que funcionó como cárcel ambulante, que conectado a los vagones del ferrocarril, deambuló por diferentes puntos de la república, hasta finalmente quedar en Encarnación. En dicho vagón, Morínigo compartió horas de secuestro con Rafael Franco, Juan Bautista Ayala, Paulino Ántola, Vicente Machuca, entre otras futuras destacadas figuras de la milicia. Posteriormente, a principios de agosto de 1923, ya a finales de la sangrienta guerra, los militares que habían sido presos, fueron liberados en la zona de Caí Puente, por fuerzas gubernamentales en favor por su lealtad a las fuerzas oficiales. Esa lealtad le valió a Morínigo el ascenso al rango de teniente primero de Infantería el 19 de enero de 1923.

### Progreso militar y la guerra del chaco
En los siguientes años Morínigo fue destinado a varias reparticiones militares. Primero fue asignado al Batallón número tres de infantería en la región de Encarnación. Posteriormente, desempeñó un cargo importante en el Batallón de Zapadores de Encarnación, antes de partir hacia Concepción, donde permaneció por unos años antes de ser transferido al Chaco, donde estuvo en las reparticiones de Nanawa y de Orihuela.
En 1926 fue promovido al rango de capitán, por lo que es destinado al cargo de Comandante del Parque de Guerra, primero, y luego Comandante de la Compañía de la Escuela Militar desde 1927, ya desde ese tiempo, Morínigo comenzaba a presagiar la amenaza boliviana en territorio occidental. En 1928 es designado al puesto militar de Bahía Negra, para luego trasladarse al Fortín Vanguardia al servicio del entonces Mayor Rafael Franco, quien también tenía la misma visión que Morínigo referente a la amenaza boliviana. A juicio de Morínigo, el gobierno liberal nunca prestó la debida importancia al equipamiento de cuarteles como a la defensa paraguaya en el Chaco antes de la guerra.
Su impecable foja de servicio le sirvió para que el 15 de septiembre de 1930 ascienda al rango de mayor de Infantería. El 10 de diciembre de 1932 contrajo matrimonio con Dolores Ferrari, con quien tuvo tres hijos: Higinio Emilio, Juan Alberto y Guillermo Gerardo. Apenas casado, traslada a su mujer al teatro de operaciones. Aparte de haber llevado a su primogénito de ocho meses, quien resultó herido a causa de una bomba arrojada por la aviación boliviana, convirtiéndose así en el veterano de la guerra del chaco más joven.
Al iniciarse la guerra del Chaco en 1932, Morínigo fue designado el 12 de diciembre de 1932, director de la Escuela de Aspirantes a Oficiales de Reserva. Tuvo la misión de entrenar en el menor tiempo posible a la mayor cantidad de civiles de modo a servir en el campo de batalla. En un tiempo de tres meses, logró el egresó de 451 oficiales que partieron con Morínigo al campo de batalla.
El 30 de enero de 1933 fue nombrado jefe de Estado Mayor del Segundo Cuerpo de Ejército, bajo cuyo comando estaba el regimiento R.I. 14 Cerro Corá. En abril de 1933 fue asignado a la Jefatura del Estado Mayor del Primer Cuerpo de Ejército, en el cual tuvo a su disposición tres destacamentos: R.I. 10 Sauce; R.I. 12 Rubio Ñu; y R.I. 15 Lomas Valentinas, con los cuales peleó en las batallas de Herrera, Francia, Falcón, Campo Aceval, Campo Vía, Strongest y Zenteno-Gondra. Posteriormente a finales de 1933 es ascendido a teniente coronel y encontrándose en el Primer Cuerpo del Ejército como jefe de Estado Mayor.
Tras la victoria final y el armisticio del 12 de junio de 1935, Morínigo fue asignado al Estado Mayor del Comando en Jefe de las Fuerzas Armadas de la Nación. Posteriormente, fue condecorado con las prestigiosas órdenes de la Cruz del Chaco y la Cruz del Defensor por su encomiable labor en el campo de batalla. El entonces presidente de la República Eusebio Ayala le abrochó las respectivas medallas en territorio chaqueño.

## Posguerra e inicios en política
Una vez culminada la contienda bélica con Bolivia, en el Paraguay se vivieron diversas crisis debido los problemas económicos surgidos a consecuencia de la guerra, sumado a esto el nacimiento de un sentimiento de antiliberalismo surgido en el bando disidente del ejército. Las discrepancias con el gobierno de Eusebio Ayala fueron caldeando el sistema político de entonces, que posteriormente culminó con el derrocamiento y posterior exilio del presidente Eusebio Ayala a manos de los revolucionarios el 17 de febrero de 1936 encabezados por el coronel Federico Smith. Dicha revolución instaló al Cnel. Rafael Franco como nuevo presidente de la República.
Morínigo se mantuvo neutral durante aquel golpe, por lo que gozó de la anuencia del flamante presidente para ser ascendido al grado de Coronel el 5 de mayo de 1936, antes de ser asignado en junio del mismo año al puesto de comandante de la Primera División de Infantería, donde también se desempeñaría como Inspector de Infantería. Las relaciones entre Morínigo y Franco fueron armoniosas, ya que ambos se conocían desde hacía bastante tiempo ya sea por compartir prisión durante la revolución de 1922-1923 como también en el ejercicio de la carrera militar. Gracias a aquel relacionamiento, Morínigo fue designado para integrar una comisión de búsqueda de los restos del Mcal. Francisco Solano López en la zona de Cerro Corá. Era ese el momento en el que el nacionalismo empezaría a surgir entre la clase política de la época. Morínigo fue el encargado de la dirección de aquella misión, que partió a mediados de agosto, siendo finalmente localizados los restos de Solano López y su hijo, Panchito, el 2 de septiembre de 1936. Posteriormente se realizó una peregrinación nacionalista que finalmente culminaría en el Panteón Nacional de los Héroes.
En mayo de 1937 Morínigo fue designado Instructor de la cátedra de Fortificaciones en la Escuela Militar, además de ser el titular de la cátedra de Historia Militar, lugar que serviría a Morínigo para expresar y transmitir sus más profundos sentimientos nacionalistas. A la par de sus labores militares, le cupo viajar a Buenos Aires en busca de tratamiento médico a su hijo Higinio Emilio, quien sufría de parálisis infantil. Mientras Morínigo se encontraba en la Argentina, lo sorprendió el golpe militar del 13 de agosto de 1937, que devolvió al poder a los liberales, de la mano de Félix Paiva, quien reestructuraría la presidencia de modo a entregarla al próximo mandatario.

## Labor ministerial
A su vuelta al país, a fines de 1937, Morínigo fue nombrado Jefe de Gabinete del Ministerio de Guerra y Marina bajo la gestión del Gral. Juan Bautista Ayala como ministro de Paiva. Su primera labor como ministro de gabinete la cumplió desde enero de 1939, cuando le cupo reemplazar en el cargo al entonces ministro del Interior, Arturo Bray durante el segundo gobierno del presidente Félix Paiva. Al día siguiente de haber sido juramentado en el cargo, dirige un manifiesto a la nación. En el cual comenzaba a vislumbrar sus primeras intenciones de incursión política manifestando lo siguiente:  

“Las Fuerzas Armadas Nacionales, hoy más que nunca unidas, están decididas a dar al país un Gobierno Nacional, sin bandera partidista, desligado de todos los compromisos e intereses de círculos y exclusivismos partidarios, como un medio indispensable para llegar al supremo ideal: "El Paraguay grande, fuerte, próspero y feliz”.
Manifiesto del ministro del Interior, Cnel. Higinio Morínigo. 26 de enero de 1939

A la par de su función como ministro de estado, los liberales habían mocionado a José Félix Estigarribia como candidato liberal a la presidencia de modo a suceder a Félix Paiva. En aquella época era el único candidato potable del Partido Liberal, Morínigo había apoyado a mediados de 1939 la candidatura presidencial del entonces Gral. José Félix Estigarribia para el período presidencial de 1939-1943. Finalmente, José Félix Estigarribia gana las elecciones presidenciales de 1939 y asume la presidencia de la República el 15 de agosto de 1939.
Al haber iniciado su gobierno, Estigarribia ya no siguió con la política coalicionista de su antecesor, el flamante presidente se sostuvo en las bases del Partido Liberal, excluyendo a los diversos sectores de la oposición. Morínigo siempre se opuso a esta política exclusionista, lo que le valió un tenaz enfrentamiento político con los principales líderes del Partido Liberal, producto de la oposición de Morínigo, el gobierno trató de alejar a Morínigo del escenario político por medio del ofrecimiento de representación diplomática del Paraguay ante países como Francia, Italia y los Estados Unidos, ofrecimientos a los que Morínigo se negó rotundamente. Finalmente, Estigarribia lo destinó al Chaco, en donde Morínigo cumplió el rol de Comandante a mediados de octubre de 1939 hasta mayo de 1940.
En mayo de 1940 el vencedor del Chaco, lo convierte en ministro de Guerra y Marina, promoviéndolo a General de brigada. Durante su administración como ministro le valió ser uno de los ministros más cercanos a Estigarribia. En febrero de 1940 se estableció una "Tregua política" que permitiría a los políticos libero-militares suprimir los derechos políticos por fuera del estado, además de la redacción de una nueva Constitución de tinte fascista, que empoderó aún más al Poder Ejecutivo, y recayó todas las interpretaciones de la voluntad popular en un selecto grupo de poder denominado "Consejo de Estado" lo que sería el preludio a las futuras dictaduras más largas del Paraguay. Higinio Morínigo ocupó el cargo hasta la repentina muerte del presidente José Félix Estigarribia, el 7 de septiembre de 1940.

## Presidencia

### Designación
El 7 de septiembre de 1940, fallecen trágicamente en la ciudad de Altos, el presidente José F. Estigarribia, su esposa Julia Miranda Cueto y el piloto de la aeronave, Carmelo Peralta. Inmediatamente después del trágico accidente la información del deceso llega a Asunción, en donde inmediatamente se inician los aprestos para designar un sucesor en el ejecutivo. En este caso, la reciente Constitución de 1940, suprimía la figura del vicepresidente por lo que no existía un sucesor inmediato. Al mismo tiempo en que los restos del matrimonio presidencial eran velados en las instalaciones del Palacio de Gobierno, la cúpula militar cercana a José Félix Estigarribia empieza a debatir sobre quién asumirá la primera magistratura de la República, conversaciones vienen y van. Por un lado, los políticos civiles, por otro los militares. La determinación correspondió al estamento militar.

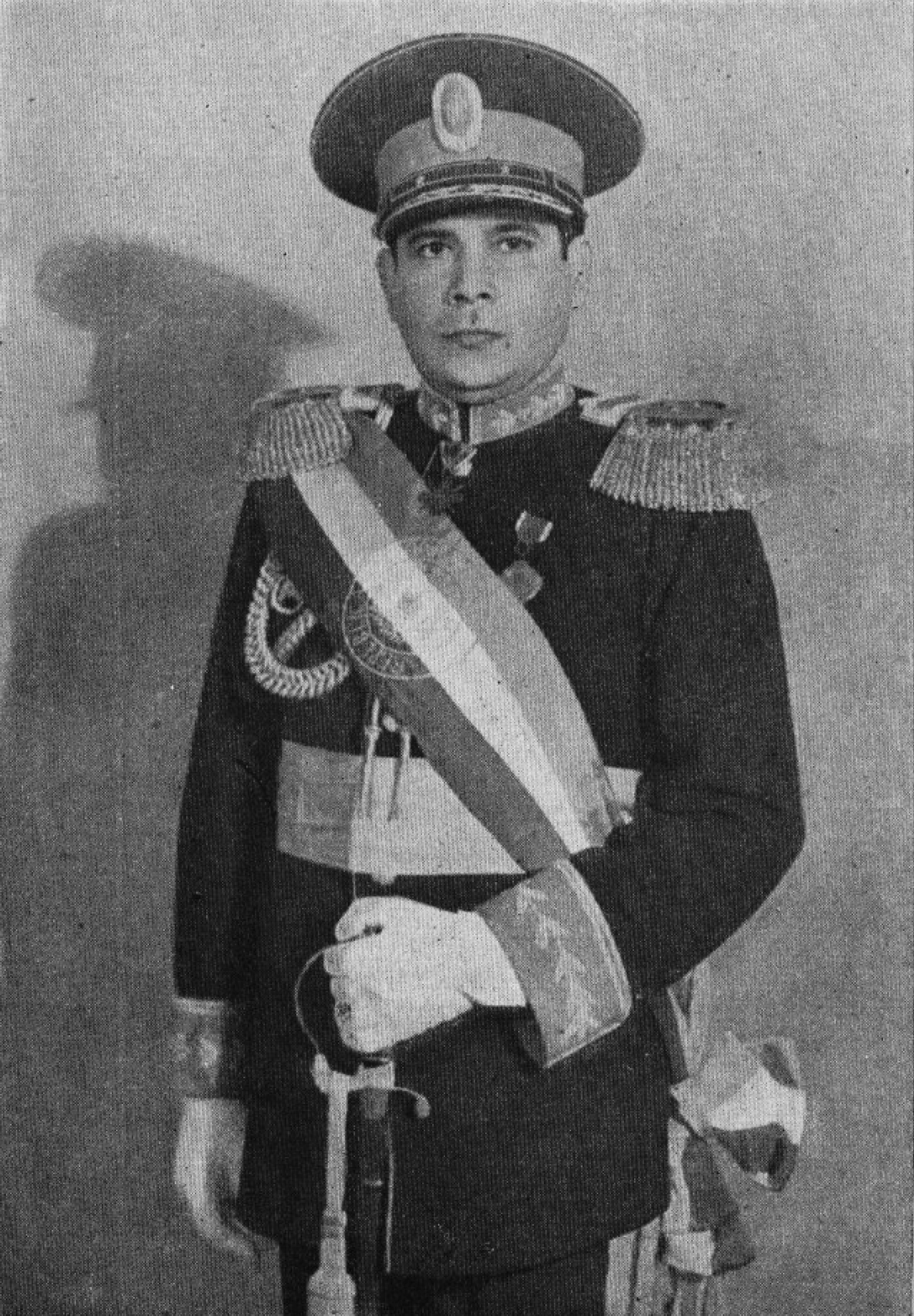
Morínigo con su uniforme militar, recién juramentado presidente provisional de la república por el período 1939-1943.

Los dos candidatos militares propuestos fueron: El ministro de Guerra y Marina, Gral. de División Higinio Morínigo, y el ministro del Interior, Gral. de División Eduardo Torreani Viera. El Gral. Higinio Morínigo, de singular simpatía, buen orador en el idioma vernáculo, con atributos de caudillo y más flexible, presentaba la mejor opción para ocupar la Primera Magistratura. Finalmente tras largos debates, según una famosa leyenda urbana, que cuenta que para elegir a un nuevo presidente, los militares decidieron anotar los nombres de Torreani y Morínigo en dos trozos de papel que luego introdujeron en una caja de fósforos para sortear y ver qué papel salía ganador. Finalmente Morínigo resultó designado Presidente provisional para completar el período constitucional 1939-1943.
Con su llegada a la presidencia, se comprometió a respetar la Constitución de 1940 y a seguir con el programa de gobierno de su predecesor. Pero al poco tiempo transcurrido, Morínigo demostraría su determinación para consolidarse en el poder. En primera instancia, debía convocar a elecciones generales a corto plazo para que el nuevo gobernante completara el periodo constitucional de Estigarribia. Sin embargo, estas elecciones no se realizaron sino hasta 1943 y Morínigo permaneció en el cargo. Su primera acción de gobierno consistió en conferir el ascenso póstumo de Estigarribia al rango de mariscal. Después de su velatorio, sus restos fueron trasladados al Panteón Nacional de los Héroes.
Morínigo se manifestaba antipartidista, y por sobre todo antiliberal, pero simpatizaba abiertamente con las políticas fascistas y totalitaristas de la época, compartía ideologías de las Potencias del Eje y aunque en un principio mantuvo el gabinete de su predecesor, que era compuesto en su mayoría por liberales, no tardó en romper las relaciones con este Partido. Morínigo sospechaba una conspiración en su contra por parte de los ministros Liberales con influencias masónicas. Ante esta situación, el presidente destituyó a todo el gabinete hacia fines de septiembre de 1940 y desde ese momento en adelante excluiría a los liberales de todo cargo gubernamental.
El nuevo gabinete de Morínigo quedó conformado en una entente cívico-militar. Si bien constituían sectores diferentes, ambos compartían la misma voluntad política e ideológica del mandatario. En la rama civil, encontró apoyo en el grupo de los denominados tiempistas. El Tiempismo, que debía su nombre al periódico «El Tiempo» que circulaba desde el 23 de febrero de 1939, era una agrupación integrada por profesionales del derecho, bancarios y académicos de inclinación derechista y católica, cuya orientación respondía al corporativismo al estilo de los gobiernos de António de Oliveira Salazar en Portugal y de Francisco Franco en España. Este periódico se centró en contra del liberalismo y el individualismo, considerándolos incapaces de resolver los problemas nacionales de esa época. Entre sus representantes destacados se encontraban los doctores Luis Argaña, Carlos Andrada, Celso Velázquez, Sigfrido Gross, Aníbal Delmás, entre otros.
Mientras tanto, en la rama militar era asistido por el grupo denominado Frente de Guerra, que era integrado por militares que simpatizaban con el nazismo y admiraban al ejército alemán. Entre sus principales integrantes se centraban en el teniente coronel Victoriano Benítez Vera y los coroneles Bernardo Aranda y Pablo Stagni.
Con estos componentes, Morínigo estaba listo para impulsar lo que él llamó la  Revolución Paraguaya Nacionalista, que se centraría en una férrea y sistemática dictadura, pero que también procuraba una política de desarrollo, cuyas leyes reguladoras eran el orden, disciplina y jerarquía como normas de convivencia social.

### Las huelgas obreras y relaciones con la prensa
Entre las primeras dificultades que su nuevo gobierno debió afrontar fue el problema de los gremios sindicales, quienes reclamaban mejores condiciones laborales y económicas. Seguidamente los sindicalistas organizaron sistemáticas huelgas generales, que eran más bien huelgas de carácter político que procuraban remover al Frente de Guerra del gobierno de Morínigo antes que buscar las reivindicaciones económicas para los trabajadores. Esto obedecía a la visión que tenían los representantes de la Central Paraguaya de Trabajadores sobre la orientación profascista de Morínigo y el Frente de Guerra, que suponía el distanciamiento de las luchas democráticas alentadas por Estigarribia y Franklin Delano Roosevelt. Más tarde, el Magisterio de la Capital, diversos gremios del interior y organizaciones estudiantiles apoyaron las huelgas.
Morínigo reaccionó sin contratiempos, y buscó poner fin a las movilizaciones mediante medidas represivas. Es así cuando en octubre de 1940 promulgó el decreto 3390 que designaba a la Isla Peña Hermosa como una prisión militar, que era una especie de «campo de concentración» que albergaban en precarias condiciones a personas que se oponían al gobierno del presidente.
Pero esto no redujo los ánimos y las huelgas prosiguieron, es entonces cuando Morínigo promulgó el decreto 4545 del 8 de enero de 1941, la cual otorgaba al Departamento Nacional del Trabajo poderes para disolver sindicatos no alineados al gobierno y forzaba a una tregua sindical en el plazo de un año, esto es, consideraba que cualquier tipo de actividad sindical constituía un acto criminal, y en el caso de que se produjeran, el Departamento estaba autorizado a militarizar los servicios básicos. Esto sirvió para poner fin a las huelgas y movilizó a los obreros a sus actividades normales. No obstante, las centrales obreras obtuvieron diversas leyes favorables tales como: La Ley del salario mínimo, la Ley de Nacionalización del Trabajo que obligaba a empresas de propiedad extranjera a contratar a obreros paraguayos, y la exigencia de la Libreta de Salud para facilitar la atención médica de los trabajadores.
Otro sector perseguido fue la prensa, la cual fue oprimida y dirigida. Con el comienzo de esta campaña por controlar la prensa, Morínigo entendió que sería más fácil de manejar la opinión pública. Entre los primeros periódicos atacados se encuentra el Diario El País, que fue intervenido por el gobierno mediante un decreto del 27 de enero de 1941. En esta acción el dirigente del periódico, Policarpo Artaza, que era liberal, fue reemplazado por Leopoldo Ramos, un activo miembro del oficialismo. Todo periódico no alineado con el gobierno era dirigido o simplemente clausurado.
El 22 de octubre de ese año, fue creado por decreto 9351 el Departamento Nacional de Prensa y Propaganda (DENAPRO), que tuvo por objetivo el control de todas las actividades públicas e individuales, aparte de emitir diariamente el programa radial gubernamental denominado "La hora oficial". También esta institución promovió una política cultural nacionalista, rechazando la expresión cultural extranjera. La prensa, cine, teatro, todos debían ser previamente fiscalizados por las autoridades de esta institución antes de su exposición al público. 
Entre otras formas de controlar el ambiente político, aplicó la pena de muerte por traición mediante el decreto 7937 de Defensa de Estado, e implementó penas severas para hechos delictivos menores.

### Gobierno apartidista
Una vez asumido el cargo, Morínigo integró su gabinete con una mayoría militar y cuatro ministros de afiliación liberal. Desde el inicio Morínigo no concebía la idea de formar su gobierno con agrupaciones políticas, tanto él como los militares decidieron tomar el rumbo de una política apartidista e integrar el gabinete sólo con militares institucionalistas. Es esta época la de mayor apogeo del nacionalismo paraguayo, que veía en los gobiernos de Francia y los López la mayor muestra de un nacionalismo innato que llevó al Paraguay a sus épocas de progreso. Morínigo desde el inicio declaró la guerra a los partidos políticos aduciendo que estos eran los causantes de que la familia paraguaya se divida en trapos de color y se condujese al Paraguay hacia un rumbo de desasosiego.
Incluso, el 6 de enero de 1942 el Gral. Morínigo se dirigía a la concentración cívica en la localidad de Lambaré, con el siguiente mensaje: 

"Guerra a los trapos de color. Esa casta maldita dejó en nuestra tierra una semilla cuyos frutos han cuajado en nuestra miseria, nuestro atraso y nuestra ignorancia: la semilla del partidismo que dividió a los hijos de la madre común en dos bandos irreconciliables, conduciéndonos a la muerte bajo la sombra fatídica de los trapos rojos y azules. El apetito desenfrenado de los políticos no se detuvo a reflexionar sobre los males que causaba su prédica sectaria y anárquica. Y así vivimos mucho tiempo, mientras la patria languidecía en un letargo de agonía. La Revolución Paraguaya proclama un ideal más alto, más noble y progresista. Ella predica la unión nacional como supremo e ineludible imperio y cita a todos los paraguayos bajo la bandera augusta de la enseña nacional para construir el Paraguay grande, fuerte y progresista que todos anhelamos. Y ella también lanza a la República su grito de guerra ¡guerra a los trapos de color, guerra al partidismo!".

Días después de asumir la presidencia, Morínigo fue alertado de un ofrecimiento que realizaron los ministros liberales al Gral. Paulino Antola de modo a que este último ocupe el cargo de presidente, finalmente Morínigo solicitó a los liberales que presenten sus respectivas renuncias, y así lo hicieron en fecha 30 de septiembre de 1940. De este modo, en el gabinete ya no quedaban vestigios de ninguno de los partidos políticos que hasta ese entonces habían monopolizado el ejercicio del poder. En la primera etapa de su gobierno Morínigo se declaró "apartidista" fustigando a los partidos políticos y sosteniéndose sobre una buena base militar leal a este.

### Relacionamiento partidario
Poco a poco, el Partido Colorado fue aproximándose a Morínigo. Esto se vio ya a inicios de 1941, los colorados, con gran afluencia partidaria en el interior, acompañaban a Morínigo en sus mítines políticos por el interior, en donde gran cantidad de afiliados acompañaban con ovación los discursos y las arengas del presidente. Esto sin duda fue malvisto por los ministros tiempistas, quienes desde el periódico oficial lanzaban todo tipo de críticas hacia los colorados.
Igualmente los febreristas, que habían perdido el poder en 1937, empezaron a tender finos puentes hacia la política de Morínigo, teniendo como su principal promotor al expresidente Rafael Franco.

### La disolución del Partido Liberal
El Partido Liberal, aunque alejado del poder desde los inicios del gobierno de Morínigo, aún continuaba siendo una importante fuerza política dentro de la sociedad paraguaya, motivo por el cual era percibido por el mandatario como un obstáculo a sus pretensiones de consolidar su revolución nacionalista.
Fue cuando el 21 de abril de 1942 se presentó la oportunidad y encontró un pretexto que serviría para deshacerse de ellos. El ministro de Relaciones Exteriores boliviano Enrique Finot, reveló una nota por parte de paraguayos exiliados en Buenos Aires que buscaba el apoyo de Bolivia para derrocar al gobierno  febrerista en 1937. Aunque nunca se comprobó la complicidad de los liberales, Morínigo de igual manera los implicó en este hecho y consideró como un acto de traición a la patria. De esta manera, el 25 de abril de 1942, promulgó el decreto 12526 que declaraba al Partido Liberal disuelto y cuya personería política y jurídica quedaban canceladas.
Años después Morínigo justificó esta medida definiendo el desempeño del Partido Liberal a través de la historia como «antiparaguayista» y «legionario», cuya política beneficiaba los intereses extranjeros y su existencia ha perjudicado gravemente a la nación.

### Presidencia Constitucional
En febrero de 1943 fue electo Presidente constitucional para un período de 5 años en unas marcadas elecciones con un clima político polarizado, aparte del rechazo generalizado hacia dicha elecciones por parte de la prensa internacional. Hubo un total de 186.640 electores habilitados en el territorio nacional, de los cuales 169.338 votaron por Morínigo. El 30 de marzo de 1943 la Corte Suprema de Justicia lo proclama "Presidente Constitucional de la República del Paraguay par el período 1943-1948", período que no logró completar. El 15 de agosto de 1943 es juramentado oficialmente, y conforma su gabinete sin tanta variación que en el de su primer período. El resto del año transcurrió con una serena tranquilidad política dentro de la República.
Inicia así el año 1944, cuando el 20 de enero del corriente, es designado director general de DENAPRO el capitán Manuel W. Chaves Leyes. El 27 de enero en horas de la madrugada, facciones ligadas al Partido Liberal intentaron apoderarse del Cuartel de Seguridad de la Polícia de la Capital, la guardia del cuartel, inicialmente sorprendida, reaccionó enérgicamente y repelió a los asaltantes tras breve lucha. A mediados de 1944, los ministros tiempistas son cesados en el cargo, y cada vez más, Morínigo se iba alejando de esa política apartidista que trato de consolidar en 1940. Cada día , la juventud colorada se iba aproximando más a Morínigo
Un grupo de profesores universitarios e intelectuales, a fines de diciembre de 1944, peticionan la convocatoria de una Asamblea Nacional Constituyente. Ante el pedido de un grupo calificado de la sociedad o de otro estamento, correspondía que el Poder Ejecutivo resolviera tal petitorio. Constituía una realidad política y social siquiera la reforma parcial, pues la total no se podía estudiarla antes del 11 de julio de 1950 (diez años después de su promulgación). Lo que debió hacer el Poder Ejecutivo al considerar pertinente tal pedido era convocar a la Asamblea Nacional para estudiar la reforma parcial de la constitución.
El otrora Frente de guerra, quienes durante los primeros años del gobierno de Morínigo lo sostuvieron, empiezan a ser relegados por los colorados, por lo que en una de sus tantas conspiraciones, los principales integrantes del frente son deportados por el gobierno, vislumbrándose cada vez más la alianza entre los febreristas y colorados con Morínigo. El Frente de guerra estaba constituido por militares afines al fascismo y nazismo.
Es importante destacar que dentro mismo de las Fuerzas Armadas habían militares que se inclinaban hacia determinados credos políticos, algunos coincidían tonto con la causa republicana como con la febrerista. Esto había sido el principal motor para que los partidos tanto febrerista como Colorado puedan empezar involucrarse poco a poco en el gabinete presidencial y por ende cerca al poder. En estos años, prácticamente era normal la conspiración entre los propios militares que aspiraban al cargo de Morínigo, y otros, se mantenían leales al mandamás. Luego de varios vaivenes, se inicia un año crucial en la historia política del Paraguay: 1946, este sería un año muy importante para la coalición gubernamental que se estaba iniciando.

### Primavera Democrática
Durante su gobierno, entre agosto y septiembre de 1946 tuvo lugar la denominada Primavera Democrática, caracterizada entre otras cosas por multitudinarias manifestaciones ciudadanas en el centro de Asunción, y el retorno al país del coronel Rafael Franco, del líder Liberal José Patricio Guggiari, de dirigentes comunistas como Oscar Creydt y de otras figuras inminentes.
El 24 de julio de 1946, se produce el pacto republicano-febrerista, con lo que se constituye un gabinete de coalición entre febreristas, colorados y mandos del ejército. Con la integración del gabinete se realiza un acto cívico en la plaza Independencia con la asistencia de los cuatro partidos, asociaciones universitarias, estudiantiles y obreras. El 25 de julio comenzaba el gran carnaval de los desplazados demócratas que terminaría con la cruenta cuaresma de la Revolución de 1947, iniciada el 7 de marzo de ese año, y que llegara a su término el 20 de agosto, dejando a su paso desolación, crímenes, retroceso económico-social y con la emigración de 120.000 compatriotas por la culpa compartida de aquella clase política.
Seguían las manifestaciones y el febril entusiasmo de las masas partidarias. Ese día 25 de julio se declara tribuna libre y pronuncian sus respectivos discursos: Obdulio Barthe, por el comunismo; el Dr. Carlos R. Centurión por el Partido Liberal; el Prof. Dr. Hipólito Sánchez Quell por la Asociación Nacional Republicana y el estudiante Víctor Ojeda por la Concentración Revolucionaria Febrerista, existe una gran algarabia en todo el país, realizándose encuentros políticos en toda la capital paraguaya durante los últimos días del mes de julio, dando así el inicio a un período de libertades políticas hasta 1947.
Fue indudable que a poco de instalarse el gabinete integrado por los dos partidos, comenzó la lucha para ocupar posiciones y ganar terreno en las FF.AA. El febrerismo contaba con la simpatía del Comandante en Jefe, Gral. Vicente Machuca, y una buena parte del Ejército Paraguayo. El coloradismo, con la poderosa División de Caballería, la Policía y parte de la Artillería. La Marina, Concepción y las divisiones del Chaco respondían al Gral. Machuca. A partir de mediados de agosto comenzó la gran lucha. Los colorados eran cesados en los ministerios a cargo de los febreristas y los no colorados radiados de los ministerios a cargo de los republicanos, salvo algunas excepciones. La lucha se inicaba. La primavera democrática duraría muy poco. Los golpistas más creían en el éxito de las armas que en el sufragio de las urnas.
La conspiración entre colorados y febreristas era la constante, cada agrupación política iba preparando sus próximas estrategias. La única solución que en aquella época se avisoró fue la de las armas. Ya no estaba en los planes un acuerdo político que beneficie a la nación. Las cúpulas partidarias empezaban a inmiscuirse en el ejército, la Primavera democrática ya se encontraba en una escuálida unidad, poco a poco los ríos se irían llenando de sangre y las armas comenzarían a utilizarse. En ese ambiente estático de violencia, llegaba 1947, un año que marcaría otra afrenta entre paraguayos.

### Guerra Civil de 1947
La Primavera Democrática iba en franca decadencia, los intentos de conspiración iban llegando a los oídos de Morínigo quien en el día de su cumpleaños (11 de enero de 1947) decide convocar a la residencia presidencial a los altos mandos militares: Gral. Vicente Machuca, Gral. Francisco Andino, Gral. José Atilio Migone, capitán de Navío Sindulfo Gill, Tte. Cnel. Emilio Díaz de Vivar, Tte. Cnel. R. Cartes, Tte. Cnel. Alfredo Stroessner, Tte. Cnel. Enrique Giménez, Cnel. Juan Ibarrola, Gral. Manuel Contreras, Gral. Manuel Rodríguez y el Gral. Amancio Pampliega, miembro del gabinete. El presidente Morínigo preside el acto. Se estaba definiendo el futuro del país. En aquella oportunidad Morínigo consultó con los militares si los ministros pertenecientes al Partido Colorado debían renunciar a sus cargos, ya que los febreristas se retiraron del gabinete presidencial al ser evidentemente relegados por el presidente, sólo dos militares (Tte. Cnel. Díaz de Vivar y Tte. Cnel. Giménez) se habían mostrado a favor de que los colorados permaneciesen en el gabinete, mientras que con una abrumadora mayoría, los militares votaron por la renuncia de todos los ministros colorados, de modo a formar uno netamente militar.
Morínigo acepta la sugerencia y solicita a los colorados su renuncia. Horas después, renuncian los ministros Federico Chaves, de Obras Públicas y Comunicaciones; Juan Natalicio González de Hacienda y Guillermo Enciso Velloso, de Educación. Los gabinetes se encontraban oficialmente acéfalos. El Gral. Morínigo con sus oscilaciones no perdía el contacto con el Partido Colorado. Hora a hora se aproximaba a sus amigos correligionarios. Pronto se iniciarían los aprestos para concretar el movimiento del 13 de enero de 1947. Las movilizaciones de civiles en las adyacencias de la Capital se iban preparando, se van preparando también las unidades militares afines a los colorados. el presidente, dubitativo, se apea y va a la Caballería para avalar el movimiento.
Higinio Morínigo  decide traicionar el pacto al que llegó con los militares de formar un gabinete meramente militar, y se plega a los colorados, quienes en la noche del 12 de enero apresan al febrerista Gral. Vicente Machuca, quien ostentaba el cargo de comandante en Jefe de las FF.AA.  Así se inicia la histórica jornada del 13 de enero, cuando a la par que los febreristas y demás opositores eran apresados, los colorados comenzaban a copar el gabinete presidencial. La policía antes había iniciado el procedimiento de detención de conspicuos opositores.  Los principales acontecimientos perduraron desde el 7 de marzo hasta el 20 de agosto de 1947. Las principales causas causas de la revolución del 47 fue la inmadurez política de nuestros líderes. Todos se desconfiaban. Colorados de febreristas y viceversa. Liberales de colorados y franquistas. Los comunistas, entrenados en tácticas modernas de captación, conocían las falencias y los desatinos de nuestro políticos, en síntesis, la intolerancia, la codicia de poder, la soberbia ciudadana y la falta de una verdadera vocación republicana, fueron los causantes de la guerra civil de 1947.
Los días posteriores al 13 de enero, se suceden una seguidilla de comunicados que eran lanzados por los diferentes partidos de la oposición, con la intención de exhortar a la rebelión popular. Poco a poco se iban intensificando los enfrentamientos entre opositores y oficialistas, que tenían de su lado a la mayor parte de las articulaciones de las FF.AA y a milicianos colorados prestos para el combate, comúnmente llamados "Colorados pynandí". A mediados de marzo de 1947 el movimiento militar ya contaba con el apoyo de las tres corrientes opositoras: Liberales, febreristas y comunistas.
El caudillo liberal de Concepción, don Blás Aquino, se anticipó en colaborar con los jefes de la revolución. Fue así que emitieron la siguiente proclama:

"Correligionarios: Los liberales de Concepción estamos de pie, con toda nuestra simpatía humana y ciudadana hacia el movimiento iniciado por la Segunda División de Infantería y Chaco. Hemos empeñado nuestra palabra de apoyo, bajo nuestra propia responsabilidad, con la fe más profunda en los compromisos de honor contraídos por los jefes y oficiales del Movimiento de cumplir y hacer cumplir los patrióticos objetivos de esta cruzada libertadora... Dad, pues, vuestro apoyo a la gesta del 8 de marzo que así haréis honor a la patria y serviréis a los principios del Partido Liberal, en memoria de nuestros grandes jefes sacrificados por estos mismos ideales"

Con esto, Concepción fue declarada por los insurgentes como “Capital Nacional de la Revolución”, hasta esta ciudad se replegaron los revolucionarios quienes comenzaban a prepararse para tomar las articulaciones del ejército y emprender rumbo hacia Asunción.
Los diferentes contingentes de los dos ejércitos estaban integrados por los siguientes números:
Ejército oficialista:
-R.C.2: 1.200 hombres, con la conducción del mayor Esteban López Martínez.
-R.C.3: 900 hombres, mayor Adalberto Canata.
-R.C.6: 950 hombres, mayor Rafael Achineli.
-Z. 4: 1.000 hombres. Pynandíes.
1/G A 2: 130 hombres.
Esc. Div.: 150 hombres.
Total: 4.330 contingentes.
Ejército Revolucionario:
-2 D.C. 1 Primavera División de Caballería Revolucionaria.
-R.C.1: 553 hombres, mayor Eustacio Rojas.
-Z. 2: 87 hombres, Tte. Moreno.
P..M. Div.: 38 hombres, Juan V. Pérez.
Total: 678 combatientes.
El combate se iniciaba e iban transcurriendo los meses, los principales enfrentamientos se daban entre los meses  de abril y julio. Las unidades revolucionarias comenzaron a efrentarse con los oficialistas. El 31 de julio de 1947, las fuerzas revolucionarias salieron de Concepción camino a la capital, El primer encuentro se produce en Puerto de Olivares (confluencia del río Paraguay con el Manduvirá). El retén gubernista no pudo impedir el avance de las fuerzas del norte. Otros focos de resistencia fueron sorteados sin mayores dificultades, ocupando posiciones en las proximidades de la localidad de Limpio. El 10 de agosto habían caído en manos revolucionarias las ciudades de Ypacaraí, Itauguá, Capiatá, San Lorenzo, Luque, San Bernardino, Caacupé, y pueblos cercanos.
El gobierno se hizo fuerte en el sector de Campo Grande, asiento de los regimientos de Caballería y la Aviación. En un momento dado la progresión de los revolucionarios se posesionó de la Comisaría Séptima, en plena Capital. Comandaba esas fuerzas de punta mayor el mayor Hermes Saguier. La falta de proyectiles y de hombres imposibilitó la continuidad y ejecución del plan. Fue objeto de crítica la pérdida de tiempo de las unidades revolucionarias. Se empeñaban en  conquistar ciudades y poblaciones cercanas a Asunción, mas no concentraron sus fuerzas para lograr el objetivo: La conquista de la Capital.
Asunción estuvo sitiada desde el 9 hasta el 15 de agosto, cuando los revolucionarios fueron replegados hacia San Lorenzo, en donde poco a poco el plan iba siendo abortado. Con esto el gobierno ganaría varias posiciones trascendentales en los alrededores de la Capital. La guerra civil iba llegando a su fin dejando consigo el bombardeo del que fuera víctima la ciudad de Concepción  con motivo de dar el último tiro de gracia. Los miles de paraguayos que perdieron la guerra fueron exiliados a la Argentina, nuevamente el Paraguay volvía a aquellas épocas de cruentas guerras. La desolación causada por aquella guerra fue el preludio de los próximos 5 años de crisis política, que terminarían acabando con el inicio de la dictadura de Alfredo Stroessner.

### Últimos años
Con el fin de la guerra civil de 1947, Morínigo integró su gabinete con hombres de afiliación colorada. El Partido Colorado se encontraba después de casi 40 años de llanura nuevamente en el poder, se definiría la candidatura del colorado que representaría a la agrupación en las elecciones de febrero de 1948. La convención para decidir quién representaría al Partido Colorado, fue abruptamente suspendida por el atraco a la sede convencional por parte de las huestes de Natalicio González, quien en primera ronda había perdido en contra de Federico Chaves, finalmente, el elegido fue el poeta y aliado colorado de Morínigo Juan Natalicio González uno de los líderes de la facción oficialista "Guión Rojo" quien ganó la encrucijada al candidato opositor Federico Chaves, líder de la facción de los "Democráticos". Sin el apoyo de los militares y con Partido Colorado deseoso de volver a ocupar la Primera Magistratura, el régimen Moriniguista caería en cualquier momento. En aquella época, parte del tratado entre Morínigo y González era que Morínigo al dejar la presidencia sería parte del gobierno de Natalicio, al ser nombrado como Comandante en Jefe de las Fuerzas Armadas.
Finalmente, a pocos meses de que Morínigo entregue la banda presidencial a González, el 3 de junio de 1948 fue derrocado del gobierno vía golpe de Estado militar,por supuestos rumores de que Morínigo tenía sendas intenciones de permanncer en el cargo, en desmedro del nuevo presidente electo, Natalicio González, siendo sustituido por el presidente del Poder Judicial Dr. Juan Manuel Frutos del Partido Colorado; cuando ya existía un presidente electo. Es así como los turbulentos de años de Morínigo llegan a su fin, marcando un período histórico en la República del Paraguay. Es importante resaltar que Morínigo fue el 11.º presidente con formación militar en la historia del Paraguay. Con el fin del régimen, Morínigo fue el tercer presidente que más tiempo se mantuvo en el poder (un  total de 7 años con 9 meses), solo por detrás de Alfredo Stroessner y Carlos Antonio López. Posteriormente, fue exiliado a la Argentina hasta 1954, año en que retornó al país.

## Políticas de Gobierno

### Política Social
Durante el gobierno de Morínigo las políticas sociales aplicadas fueron bastante importantes para el desarrollo posterior de la República, en su gobierno fue creado el Instituto de Previsión Social, órgano con personería jurídica propia encargado de la protección y vigilancia de la salud de los obreros asalariados del Paraguay. Durante su gobierno fueron varias las obras realizadas, entre ellas por ejemplo la creación de la Marina Mercante Nacional. En los años anteriores a 1946, se vivieron tiempos de persecución a los afiliados de partidos políticos y principalmente a los líderes de estas agrupaciones, era la época del apogeo netamente militar en el poder de la república. Con miras a democratizar su administración, pactó un acuerdo político al que denominó "Primavera Democrática" en julio de 1946, que terminó en la cruenta guerra de 1947 con el exilio y muerte de varios compatriotas opositores al régimen de Morínigo.
Durante aquellos años, la mayoría de los opositores al gobierno moriniguista huyeron al Uruguay, país que desde los inicios del gobierno de Morínigo había criticado dicha administración por los abusos cometidos en contra de sus detractores, incluso, uno de los tantos presos políticos, Badri Yampey, había logrado escapar de una prisión en el Chaco, y se refugió en territorio uruguayo. Ya establecido en el país oriental, contactó a la redacción del periódico montevideano El País, donde contó su historia al periodista Carlos Borche. Borche a su vez, publicó un extenso artículo relatando los pormenores de la impresionante huida de Yampey. Sobre esto se había enterado el entonces embajador paraguayo ante Uruguay, Juan Natalicio González, quien aseguró en una entrevista a los periodistas de que lo dicho por Yampey eran falacias y los invitó a que visiten Paraguay de modo a confirmar o desmentir lo relatado.
El periodista Borche y el fotógrafo Alberto Rodríguez se embarcaron en una travesía por el Paraguay, hospedándose en un hotel capitalino y esperando tener una primicia informativa al entrevistar a nada más y nada menos que al propio presidente Morínigo, quien había desmentido la existencia de un gobierno autoritario, no obstante, aseguró que será firme con aquellos que intenten subvertir el orden de la democracia nacionalista de la época.
El gobierno dictatorial del presidente Morínigo sería el principal factor que facilitó otra afrenta más a la libertad durante el gobierno de Stroessner. Fue una época que pasó de la dictadura militar opresora a una tímida democracia que luego volvió a la tiranía y demagogia de sus líderes. Quizás la impronta más resaltante dejada por Morínigo fue esa crispación social que se vivió en los primeros años de su gobierno y en los últimos meses de este.

### Política Exterior

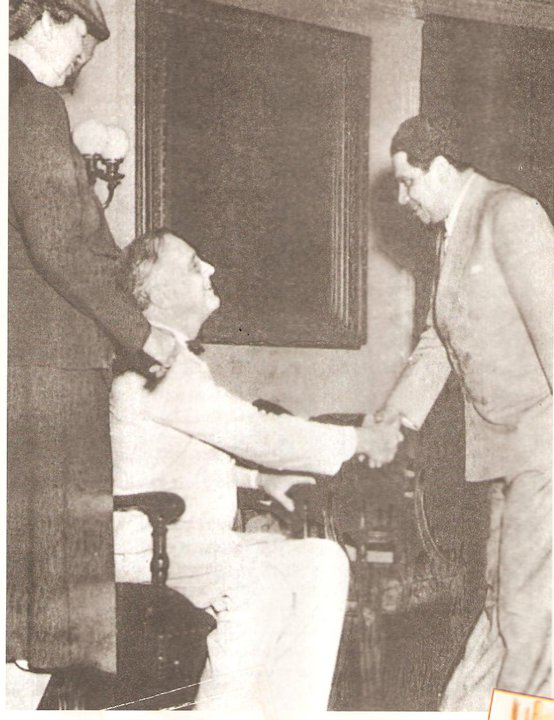
El presidente Morínigo en su visita a la Casa Blanca en junio de 1943, acompañado por el presidente Franklin D. Roosevelt y su esposa, la primera dama Eleanor Roosevelt.

El presidente Morínigo asumió la primera magistratura el 8 de septiembre de 1940,momento en el cual se desarrollaba la Segunda Guerra Mundial. El conflicto inició en septiembre de 1939, durante el gobierno de José Félix Estigarribia. Al inicio de esta contienda bélica el Paraguay simpatizaba con la causa de las potencias del eje que se encontraban ya en guerra con los aliados. Morínigo, un confeso antisemita, reflejo de casi toda la jerarquía militar del momento, cuyos oficiales estaban contagiados con la disciplina alemana que exaltaba al nacionalismo como motor de los pueblos. A pesar de eso, Morínigo buscó una línea intermedia que le permitiera mantener relaciones normales con el Eje, sin que se vea afectaba una posible asistencia económica norteamericana.
En 1939, la colectividad alemana sumaba en el Paraguay unos 30.000 miembros, la mayoría nacidos en nuestro país, pero portando la doble nacionalidad, tanto paraguaya como alemana, que contaban en Asunción con escuelas, iglesia evangélica, legación y consulados, clubes, local deportivo y otras entidades. Tenían publicaciones en idioma alemán y el contacto comercial con Alemania era fluido y constante. Localidades como Villarrica, Encarnación, San Bernardino, Altos, Nueva Germania, Nueva Italia, Hohenau, Colonia Independencia, Obligado, Cambyretá y otras localidades de la actual Itapúa estaban pobladas por alemanes. Al amparo de condiciones tan favorables, la penetración nacionalsocialista fue inevitable en el país.
La neutralidad forzada terminó con el ingreso de Estados Unidos a la guerra en diciembre de 1941. Desde entonces, el país del norte ejerció presión sobre varios países sudamericanos, prometiendo asistencia económico-militar a cambio del rompimiento de relaciones con el Eje. En consecuencia, Paraguay, en enero de 1942, rompió relaciones diplomáticas con Japón, Alemania e Italia. Con motivo de este rompimiento y con mayor acercamiento a las causas de los aliados, Morínigo fue invitado por el presidente estadounidense Franklin D. Roosvelt a la Casa Blanca en donde ofreció una cena de estado en homenaje al presidente paraguayo de modo a ensanchar las relaciones bilaterales entre EE.UU y el Paraguay aparte de la firma de diversos acuerdos de cooperación.  Aparte de su gira a Estados Unidos, visitó Brasil, Colombia, Ecuador, Perú, Chile y finalmente Bolivia. Ese mismo año Morínigo llegó también en visita oficial a la Argentina. La gira presidencial continuó por países como México, Panamá y Venezuela.
El 15 de agosto de 1942 Morínigo recibió la llegada de varias delegaciones internacionales, entre ellas una delegación oficial argentina encabezada por el Ministro de Guerra, Gral. Juan N. Tonazzi. El gobierno argentino decidió condonar la deuda de resultante de la guerra de la Triple Alianza en nombre de las relaciones fraternas entre los dos países. Otra concesión del gobierno argentino, generada en este caso como resultado del Tratado Argaña-Rother, fue el dragado del litoral sur del río Paraguay sin costo para el gobierno paraguayo con el objetivo de garantizar la navegabilidad del mismo durante todo el año. Aparte de aquel acuerdo, Morínigo también había conseguido un acuerdo con el gobierno brasilero para crear la Flota Mercante Paraguayo-Brasileña. Con esto el gobierno paraguayo había logrado mejorar sus posibilidades de navegación hacia la zona del Río de la Plata.
Morínigo también recibió la visita del presidente brasileño Getúlio Vargas en 1941 de modo a estrechar y concretar acuerdos con el Brasil, gracias a esos acuerdos se logró financiar diversas obras, entre ellas la construcción de poco menos 300 kilómetros de rutas entre los que se contaban la expansión de la Ruta 1 y la construcción de la Ruta 2, así como la construcción de una línea telegráfica directa entre Asunción y Río de Janeiro.  El presidente Morínigo mantuvo una política exterior ecuánime que le valió la ayuda de diferentes países de la región, como por ejemplo, durante la guerra civil de 1947, el presidente argentino Domingo Perón envió dos barcos como muestra de apoyo al gobierno: El "Granville" y el "Drummond" incluyendo con estas armas y municiones. Morínigo se mantuvo relativamente estable con las políticas exteriores en el Paraguay.
Al año siguiente de haber asumido, Morínigo había conseguido que el gobierno de Estados Unidos retirase al ministro americano Findley Howard, a quien acusó además de mujeriego y alcohólico, y lo reemplazase por el ministro Wesley Frost quien tuvo mucho más éxito en su gestión acercándose al gobierno paraguayo. En su gestión resultó clave la decisión del Departamento de Estado de asistir al hijo de Higinio Morínigo, Higinio Emilio, en su lucha contra la parálisis infantil. El niño llegó a Atlanta el 10 de mayo de 1941 acompañado de su madre, Dolores Ferrari de Morínigo tras un viaje aéreo de cinco días desde Asunción.

### Política Financiera
Uno de los principales logros de Morínigo en materia económica fue la emisión de una moneda propia del Paraguay, el "guaraní" en 1943. Durante el gobierno de Morínigo se realizó una de las mayores reformas financieras acaecidas en el Paraguay. La reforma financiera fue un acierto del gobierno, aprovechando la coyuntura favorable del mercado internacional con la conflagración de la Segunda Guerra Mundial.
Al respecto, el Dr. Washington Ashwell comenta en su libro "Historia Económica del Paraguay", en la pág. 405, cuanto sigue: "En lo económico, el nuevo orden se abocó a la organización  y regulación de la vida económica de la nación. Se intensificaría la fijación oficial de los precios y del cambio y se promovería la organización de las actividades productivas con el  modelo corporativista. Estas medidas se adoptaron en un momento en que las circunstancias especiales del mercado internacional no se prestaban para experimentos teóricos y requerían más bien de una enorme prudencia y de una gran objetividad para moderar los múltiples efectos negativos y perturbadores que se veían venir inexorables, como consecuencias de una guerra mundial ya en curso".
"Con el fuerte estímulo de la intensificación de la demanda externa de productos primarios, la economía nacional evidenciaba los primeros síntomas de su recuperación. La reactivación de la economía mundial hacia fines de 1938. Sus efectos más notorios fueron la mayor ocupación y producción en los países industriales y la intensificación del comercio mundial. Pero tampoco esta vez la recuperación fue clara y acumulativa. Las fuerzas propulsoras de la reactivación no alcanzaron a asumir el vigor de los tiempos de bonanzas y de prosperidad. En los grandes países industriales gravitaba negativamente sobre las inversiones y el comercio el estado de incertidumbre que vivía el mundo por los inquietantes acontecimientos políticos de Europa. El temor de otra inminente guerra dominaba el panorama financiero".
Al desatarse la Segunda Guerra Mundial, el Paraguay recibió ofertas por sus productos primarios a precios equitativos. La franja de la producción agrícola se había ensanchado y el Paraguay vivía una etapa relativa de prosperidad. El país pudo aprovechar mejor tal coyuntura si no fuese por  su limitada estructura productora de materias primas y de su industria sin la actualización tecnológica que ya requerí ese despegue. Las industrias tanineras, los ingenios azucareros y la explotación de nuestros ubérrimos bosques sin el valor agregado  no constituían suficientes factores para alcanzar un desarrollo sostenido. Los frigoríficos con plena ocupación alcanzaron interesantes metas en la industrialización de la carne. La yerba mate en menor proporción. Nuestra dependencia del comercio internacional fue una constante. Con motivo de la guerra perdimos interesantes mercados, como Alemania, Holanda, Bélgica, Italia y Japón. Las exportaciones se orientan hacia otros mercados: Inglaterra y Estados Unidos. Argentina aprovecha dicha coyuntura y absorbe el 70% de nuestra producción exportable.
La reforma financiera, mediante la sanción del Decreto N.º 665 del 5 de octubre de 1942, fijó como unidad monetaria el "guaraní", dividido en cien partes iguales, denominados centésimos. Los billetes y monedas en circulación fueron canjeados a un guaraní por cada cien pesos fuertes. Un céntimo cada peso. El citado decreto prohibió contratos en moneda extranjera en los actos celebrados en la República, salvo las excepciones previstas respecto de las importaciones o exportaciones. Se prohibió el uso de la unidad de cuenta denominada "pesos oro sellado". La estabilidad de la moneda constituía el fundamento de la reforma. El guaraní se cotizaba en tres guaraníes con 0,9 por dólar. El Banco de la República asumió la función de la emisión monetaria, que anteriormente la ejercía el Ministerio de Hacienda, que abusaba de la emisión para cubrir déficits presupuestarios.
El Dr. Carlos Pedretti, que ejerció una administración loable e idónea al frente del Banco oficial, defendió la estructura de funciones múltiples con la siguiente fundamentación: "Hubiera sido un lamentable error organizar en las condiciones actuales de nuestro país un Banco Central del tipo clásico tradicional. Semejante intento hubiera naufragado en el fracaso inevitable: 1.º) Porque  la regulación automática de los medios de pago por el mecanismo del patrón oro ha resultado altamente perjudicial en el Paraguay a causa de su excesiva dependencia de las exportaciones y del movimiento de capitales; 2.º) en un país como el nuestro, que ofrece grandes posibilidades de inversión, amplios márgenes de utilidad y muchas dificultades para la obtención de créditos con fines productivos, no cabe esperar de la política de tasa de redescuento los resultados que se obtienen en la regulación del crédito en los grandes centros financieros; 3.º) sería imposible y contrario a la actual política constructiva negar a la tesorería todo acceso a los créditos del Banco, puesto que carecemos de un mercado organizado de capital y de un régimen orgánico de crédito público; 4.º) siendo escasas las fuentes de crédito a mediano y largo plazo, utilizable en el fomento de la producción, no se podía perder más tiempo para afrontar este problema básico de nuestra economía; 5.º) La escasez de recursos financieros y de personal especializado aconsejaba la concentración de los medios y no la dispersión de tres banco distintos".
La reforma financiera llega a su término con la sanción del Decreto N.º 5130 del 8 de septiembre de 1944. El Banco organiza tres departamentos: a) El Departamento Monetario, que regula la emisión monetaria, fija los mecanismos de control de las divisas, desempeñando las funciones esenciales de un Banco Central; b) El Departamento Bancario, funciona con la estructura de un banco comercial; c) El Departamento Hipotecario y de Ahorro atendía la captación del ahorro interno y la promoción de los créditos hipotecarios para la construcción de viviendas y el estímulo a la producción mediante la concesión de créditos a mediano y largo plazo.
El Dr. Nicasio Martínez Díaz, en su libro "La Moneda y la Política Monetaria en el Paraguay", criticó la estructura del banco oficial, que propendía a ciclos inflacionarios. La finalización de la Segunda Guerra Mundial y la estabilización de nuestras exportaciones dieron razón a la crítica que formulara el Dr. Martínez Díaz. En honor a la verdad, si bien la estructura abría la citada puerta a la inflación, debemos convenir en que mientras estuvieron al frente del Banco del Paraguay el Dr. Carlos Pedretti y sus colaboradores, el país vivió una interesante etapa de relativo equilibrio financiero y de desarrollo económico. Durante la década de los 40s se observó una caída del valor adquisitivo, pero comparando con los últimos años del siglo XIX, las diferencias son más gravosas para el sector laboral, golpeando fuertemente. Durante el gobierno de Morínigo la tasa inflacionaria no era galopante, la desocupación mínima, 5%; con la demanda laboral de la Argentina, que requería ocupación paraguaya. No obstante, en 1945, el entonces ministro de Hacienda, Juan Plate, había acusado a la administración de la cual formaba parte de un considerable despilfarro de dinero en el ejército, ya que afirmó que el gobierno gastaba más en las Fuerzas Armadas en desmedro a gastos más urgentes como educación y salud. Dichas afirmaciones, le costaron el cargo a Plate.

## Obras de Gobierno
- Ampliación de Servicios Aéreos Internacionales.
- Ampliación de la Facultad de Odontología y adquisición de modernos instrumentales.
- Ajuste de jubilaciones y pensiones.
- Adquisición de reproductores para el mejoramiento pecuario.
- Adquisición de la Residencia Presidencial Mburuvicha-Roga.
- Agencia Nacional de Informaciones.
- Administración Nacional de Subsistencia.
- Aviación Comercial en el Paraguay.
- Adquisición del Edificio para la Embajada del Paraguay en los Estados Unidos.
- Adquisición de un Laboratorio de Química.
- Adquisición de laboratorios para los Colegios Nacionales de Concepción y Villa Rica.
- Adquisición de 66 hectáreas de terreno en la capital para el Consejo Nacional de Cultura Física.
- Becas a estudiantes para estudios superiores en el extranjero.
- Apertura de sucursales del Banco del Paraguay en diversos sitios de la república.
- Circuito telegráfico directo, con varios países de América.
- Creación de diez distritos postales y telegráficos.
- Creación de la Sección Filatélica.
- Creación del Museo Postal y de Telecomunicaciones.
- Creación de líneas aéreas de transporte dentro del Territorio Nacional.
- Doscientas veinte cuadras asfaltadas.
- Columbario Municipal.
- Cuatrocientos ochenta y nueve títulos de propiedad otorgados a trabajadores en el Barrio Obrero.
- Creación del Banco Municipal de Préstamos.
- Creación de la Biblioteca Municipal.
- Creación de la Marina Mercante Nacional.
- Creación de la Marina Mercante Paraguayo-Brasileño.
- Comité Interamericano de Salud Pública, enviado por el Gobierno de los Estados Unidos.
- Creación de la Escuela de Técnicos Industriales Nacionales.
- Creación de la Academia Paraguaya de Arte Lírico.
- Creación de la Academia Nacional de Artes Aplicadas para obreros.
- Creación de la Dirección General de Música.
- Contratación de profesores extranjeros para la Universidad Nacional.
- Creación de la Escuela de Humanidades (1948).
- Creación de la Segunda Sala del Tribunal de Apelación.
- Construcción de cincuenta y dos edificios escolares modelos.
- Creación de las oficinas regionales de Agricultura y Ganadería.
- Crea la cadena paraguaya de radiodifusión.
- Decreto-Ley reglamentario del trabajo de menores y mujeres.
- Departamento Nacional de Propaganda.
- Discoteca Nacional.
- Demolición del Mercado Central y construcción de la Plaza de los Héroes.
- Decreto-Ley por el cual se declara patrimonio nacional los edificios y objetos de carácter histórico tradicional.
- Defensa Agrícola.
- Departamento de Higiene.
- División de Sífilis y Lepra.
- Departamento de Salubridad Rural.
- Delegaciones militares y navales paraguayas en maniobras de ejércitos extranjeros.
- Dirección de Remonta y estancias fiscales.
- Dirección General de Agricultura.
- Estableció una nueva división territorial de la república.
- Desagües y cloacas en Asunción.
- Departamento de Nutrición.
- Exaltación de la personalidad internacional del Paraguay.
- Empréstito de 100.000 contos al 4% anual.
- Extinción de las deudas de la Guerra de la Triple Alianza por parte del gobierno argentino.
- Elevación al rango de embajadas a las representaciones diplomáticas en Estados Unidos, Brasil, Chile, México, Uruguay y Argentina.
- Exposiciones geográficas e históricas.
- Exposición Nacional de Artes Gráficas.
- Exposición del Libro Paraguayo.
- Exposición de la Industria Nacional.
- Exposiciones regionales de productos agrícolas e industriales.
- Exposición periodística nacional.
- Estabilización de la moneda.
- Estadística ganadera.
- Enseñanza Agrícola.
- Escuelas regionales de agricultura en ocho pueblos.
- Escuela de la Caballería.
- Elaboración de leyes orgánicas de las Fuerzas Armadas.
- Estaciones meteorológicas en todo el país.
- Estadística vital.
- Escuela Nacional de Ganadería y Estación Experimental de Zootecnia.
- Expropiación de tierras en el Chaco para colonización.
- Editorial Nacional.
- Escuela Nacional de Locutores.
- Fábrica municipal para vehículos en general.
- Fomento del turismo.
- Fomento de las Artes.
- Fomento de nuevos cultivos: trigo, yute, tung, etc.
- Fijación de precios de los productos del agro.
- Fomento agropecuario.
- Firma con convenios culturales con Perú.
- Filmoteca Nacional.
- Firma de convenios firmados con Argentina, EE. UU., Uruguay y Bolivia.
- Obras municipales en todo el territorio de la república.
- Establecimiento del Guaraní, como nueva unidad monetaria.
- Gestiones financieras.
- Construcciones militares en Campo Grande. Concepción, Chaco, Misiones, etc.
- Hermoseamiento de la Recoleta.
- Imprenta Policial.
- Imprenta de Correos y Telecomunicaciones.
- Imprenta de Obras Públicas.
- Importantes convenios con Chile.
- Imprenta Naval.
- Intercambio cultural con Brasil.
- Incorporación de la segunda enseñanza de tres colegios nacionales.
- Intervención del Archivo Nacional.
- Iniciación de las obras de la Cárcel Modelo.
- Inspección Veterinaria.
- Industrialización de Productos del Agro.
- Instalación de un Laboratorio Central Agronómico.
- Instituto de la salud de las personas y colectividades.
- Instrucción superior de los cuadros de JJ. y OO. del Ejército y Armada.
- Instrucción de tropas con material moderno.
- Creación del Instituto de Previsión Social.
- Instituto Agronómico Nacional.
- Ley Orgánica de policías.
- Leyes de protección al obrero.
- Ley de préstamos y arriendo para la defensa común de las Américas.
- Ley de control de cambios.
- Ley de bancos.
- Lucha antituberculosa.
- Ley de organización sindical.
- Ley de alquileres.
- Laboratorio veterinario de la Dirección de Ganadería.
- Mejoramiento de autoridades campesinas.
- Mejoramiento de bibliotecas populares.
- Mecanización de los servicios administrativos.
- Moderna organización del Ministerio de Salud Pública.
- Misiones militares en el exterior.
- Mejoras notables en la sanidad militar.
- Monumentos históricos en Lomas Valentinas y varios pueblos del interior.
- Nuevas obras de hermoseamiento en el Parque Caballero.
- Nueva Ley Orgánica del Magisterio.
- Nuevo reglamento de enseñanza secundaria y comercial.
- Nacionalización del Puerto Nuevo.
- Nueva Ley del Impuesto en papel sellado y estampillas.
- Nueva organización y estructuración del Ministerio de Educación.
- Ocho mercados modelos.
- Orientación de la cultura física.
- Organización de la estadística y economía rural.
- Organización moderna del Banco Agrícola del Paraguay. Organización de un gran Ejército moderno.
- Protección de la nacionalidad paraguaya del personal de las empresas.
- Planta receptora de control radioeléctrico.
- Puestos de préstamos de equipos agrícolas en todo el país.
- Protección de la ganadería.
- Privilegios industriales.
- Préstamos de maquinarias agrícolas.
- Perfecta organización para las adquisiciones del Ejército y la Armada.
- Perfecta organización del Departamento de Asistencia a excombatientes y deudos de los muertos en la Guerra del Chaco.
- Primer Congreso Nacional de niños escolares.
- Reorganización de Delegaciones de Gobierno.
- Radioemisora del Estado.
- Reparación de seiscientos cincuenta kilómetros de líneas telegráficas.
- Restauración de templos jesuíticos.
- Reorganización de las finanzas nacionales
- Reajuste de sueldos de la Administración Nacional.
- Refacción moderna y total del Edificio de Impuestos Internos.
- Reorganización de la Dirección General de Estadísticas.
- Reparación completa del Palacio de López. (Edificio y moblaje)
- Reorganización del Consejo Nacional de Cultura Física.
- Restauración del Escuadrón Escolta “Aca-Caraya”, como ejemplo viviente de la más pura y noble tradición.
- Reorganización de la Dirección de Correos y Telecomunicaciones.
- Reorganización de las oficinas regionales del Departamento de Tierras y Colonización.
- Tratado definitivo de límites entre Paraguay y Argentina.
- Tratado de prospección petrolífera en el territorio del Chaco.

## Homenaje
Durante su gobierno había ascendido a Stroessner a mayor en 1941, y luego a teniente coronel en 1945 y a coronel en 1947. Esto sumado al apoyo que le dio cuando al anterior le tocó gobernar el Paraguay, y el haber permitido el ascenso del Partido Colorado al poder, le valieron el que un pueblo lleve su nombre en el departamento de Caazapá, elevado a distrito en 1958. En el período democrático, aún veinte años después de la caída de este último, el lugar conserva el nombre de General Morínigo.

## Postrimetrías
Una vez defenestrado, Morínigo mantenía la esperanza de que el nuevo gobierno liderado por su antiguo aliado, Natalicio González, le retribuiría los favores otorgados a los colorados con algún puesto de relevancia en las instancias militares, no obstante, el 12 de agosto de 1948, tres días antes de asumir González la presidencia, estando Morínigo en Buenos Aires se había enterado de que el nuevo gobierno no tendría planes de incluirlo para ningún cargo de relevancia, rompiéndose así el pacto entre Natalicio e Higinio.
Según el general Amancio Pampliega, Morínigo le manifestó en una ocasión:

"Yo, Amancio, sacrifiqué mi amistad con casi todos mis camaradas por el Partido Colorado. Y cuando estaba en Buenos Aires no me dieron siquiera un puesto de portero en la embajada del Paraguay ".

Exiliado en Argentina, el gobierno ni siquiera le permitió retirar sus ahorros, por lo que debió valerse de su hermano Lorenzo para seguir adelante. Con este trabajó primero en el rubro del aluminio, lo que le permitió alquilar una casa en donde vivir por su cuenta. Tiempo después unos empresarios españoles le ofrecieron participar de un proyecto de inversión en una fábrica de plásticos en Brasil para lo cual le solicitaron su mediación con el presidente brasilero Getulio Vargas. Dicha fábrica fue denominada como "Plastil" y el Banco de Brasil le concedió a Morínigo un crédito de un millón de dólares de capital a Morínigo de modo a participar en el proyecto,, según relatos del mismo, por expresa recomendación del presidente Getulio Vargas.
La fábrica "Plastil" se instaló en Novo Iguazú en el estado de Río de Janeiro. Morínigo fue nombrado director de la compañía con un salario de treinta mil cruzeiros mensuales. En diversas ocasiones realizaba viajes intempestivos a Buenos Aires, en donde se encontraba radicada su familia. Años después la compañía tuvo inconvenientes financieros, lo que motivó la renuncia de Morínigo a dicho trabajo. Al haber pagado todas sus cuentas, Morínigo retornó a Buenos Aires junto a su familia.
Ya radicado en Buenos Aires, con el saldo que le sobró de su antiguo trabajo, decidió adquirir una residencia de 300.000 pesos argentinos y con el resto del dinero invirtió en el negocio de venta de automóviles con un amigo de apellido Ugarte, a la par de que iba cobrando su pensión de expresidente y de militar retirado. Una vez asumió el poder Alfredo Stroessner, las relaciones de Morínigo con Asunción mejoraron sustancialmente, gracias a la caída de su antiguo rival político, Federico Chaves, por lo que regresó al país por primera vez desde 1948, siendo recibido únicamente por su exministro y amigo Ramón E. Martino.
Desde aquel momento, Morínigo realizó viajes ocasionales sin haberse radicado de manera definitiva. En 1960, uno de los mellizos de Morínigo falleció en un accidente de aviación. Finalmente, ya anciano y con el deseo de pasar sus últimos años en su país natal, decidió regresar al Paraguay en 1981. En una de sus últimas entrevistas, Morínigo resumió su vida como militar y político:

“Yo deseé y deseo la unión de todos los paraguayos, debemos hablar un mismo idioma, ampararnos bajo una misma bandera, profesar la misma fe de concordia. La unión nacional se debe dar indefectiblemente, mucho espera nuestro querido pueblo de sus dirigentes civiles y militares. A las Fuerzas Armadas les corresponderá siempre un papel fundamental para preservar la paz y el orden, garantizar la justicia y dar seguridad”

Ya anciano y con los achaques propios de la edad, murió en Asunción el 27 de enero de 1983, poco después de haber cumplido 86 años. Recibió los honores de presidente en funciones, por lo que le valió un funeral de estado realizado en la sede del Palacio de López, del cual también participó el presidente Alfredo Stroessner, a la par, los cadetes del Colegio Militar “Mcal. Francisco Solano López” montaron guardia de honor a su féretro. Además, se emitió el decreto N.º 37.700 del 27 de enero de 1983 declaró tres días de duelo oficial y banderas a media asta en los edificios públicos e instituciones militares como homenaja a quien ejerciera la primera magistratura de 1940 hasta 1948. Dejó un libro de memorias: "Testimonios de un Presidente" en forma de entrevistas, que fue publicado al año siguiente de su muerte por su autor, el periodista, después Embajador, Augusto Ocampos Caballero. Fue así como uno de los hombres más poderosos en la década del 40 en Paraguay, terminaba en el olvido de aquellos quienes lo habían mantenido y posteriormente defenestrado del poder de la república.